# John Neal
John Neal (* 3. April 1932 in Durham; † 24. November 2014 in Rhosddu) war ein englischer Fußballspieler und Fußballtrainer.

## Karriere

### Spielerkarriere
Neal begann seine Karriere bei Hull City als Verteidiger. Der Engländer stieß 1949 zum Verein. Nach sechs Jahren in Hull wechselte er für ein Jahr zu Swindon Town. Der Höhepunkt seiner Spielerkarriere war das Engagement bei Aston Villa von 1959 bis 1962. Nach anschließenden drei Jahren bei Southend United beendete er seine Karriere 1965.

### Trainerkarriere
Nach seinem Karriereende als Spieler wurde er Trainer des AFC Wrexham. Mit den Walisern gewann er zweimal den walisischen Pokal. Nach den erfolgreichen Jahren in Wales wechselte er für vier Jahre zum FC Middlesbrough, den er nach anhaltenden Streitigkeiten wegen seiner Transferpolitik und der des Vereines 1981 Richtung FC Chelsea verließ. Neal beendete seine Trainerkarriere 1986 wegen anhaltender Herzprobleme. Er lebte zuletzt in Edinburgh.

### Erfolge als Trainer
- 2 × walisischer Pokalsieger mit AFC Wrexham (1972, 1975)